# Кубаєво (Нижньогородська область)
Кубаєво (рос. Кубаево) — присілок в Богородському районі Нижньогородської області Російської Федерації.
Населення становить 88 осіб. Входить до складу муніципального утворення Хвощовська сільрада.

## Історія
Від 2004 року входить до складу муніципального утворення Хвощовська сільрада.

## Населення
| 1999 | 2002 | 2010 |
| ---- | ---- | ---- |
| 116  | ↘87  | ↗88  |